# Pietro Patroni
Pietro Patroni (1676 – 1744) è stato un ottico italiano.
Era un costruttore e progettista milanese di strumenti ottici. I pochi cannocchiali e microscopi conosciuti giunti sino a noi mostrano che Patroni era un costruttore innovativo e di buona qualità. È comunque certo che la sua fama aveva varcato i confini del Ducato di Milano, se due costruttori inglesi, James Mann (c. 1685-1750) e il suo successore Samuel Johnson (1724-1772), invitavano a confrontare i propri telescopi con quelli costruiti dal "celebrato Pietro Patroni di Milano". Di particolare importanza la tecnica da lui introdotta per la messa a fuoco, che lo collocava all'avanguardia nella costruzione dei microscopi nel XVIII secolo.